# أبو الطيب المتنبي
أَبُو الطَّيِّب المُتَنَبِّي أحمَدُ بن الحُسَينِ الجُعْفِيُّ الكِنْدِيُّ الكُوفِيُّ (303- 354 هـ / 915- 965 م) شاعر مُجيد لقِّب بشاعرِ العَرَب، ومالئ الدُّنيا وشاغل الناس، له مكانة سامية لم تُتَح لغيره من شعراء العرب بعد الإسلام، فيوصف بأنه نادرة زمانه، وأعجوبة عصره، وظلَّ شعره إلى اليوم مصدرَ إلهام للشعراء والأدباء. وهو شاعر حكيم، وأحد مفاخر الأدب العربي. وتدور معظم قصائده حول نفسه ومدح الملوك. ظهرت موهبتُه الشعرية مبكِّرًا؛ فقد قال الشعرَ صبيًّا، ونظمَ أولَ أشعاره وعمره 9 سنوات، واشتَهَر بحدَّة الذكاء واجتهاده.
وكان المتنبِّي ذا كبرياء وشجاعة وطموح ومُحبًّا للمغامرات، وكان في شعره يعتزُّ بعروبته، ويفتخرُ بنفسه، وأفضلُ شعرهِ في الحكمة وفلسفة الحياة ووصف المعارك، إذ جاء بصياغة قوية مُحكَمة. وكان شاعرًا مبدعًا محلِّقًا غزيرَ الإنتاج، يُعَد مفخرةً للأدب العربي، فهو صاحبُ الأمثال السائرة والحِكَم البالغة والمعاني المبتكَرة. وجد الطريق أمامه أثناء تنقُّله مهيَّأً لموهبته الشعرية الفائقة لدى الأمراء والحكَّام، إذا تدور معظم قصائده على مدحهم. ولا يقوم شعرُه على الصَّنعة والتكلُّف، لتفجُّر أحاسيسه وامتلاكه ناصية اللغة والبيان، ممَّا أضفى عليه لونًا من الجمال والعذوبة. ترك تراثًا عظيمًا من الشعر القويِّ الواضح، بلغ قرابة 326 قصيدة، تمثِّل عنوانًا لسيرة حياته، صوَّر فيها الحياة في القرن الرابع الهجري أوضحَ تصوير، ويُستدَلُّ بها على جريان الحكمة على لسانه، ولا سيَّما في قصائده الأخيرة التي بدا فيها وكأنه يودِّع الدنيا عندما قال: أبْلَى الهوى بَدَني.
شهدت الحِقبةُ التي نشأ فيها أبو الطيب تفكُّك الدولة العباسية وتناثر الدويلات الإسلامية التي قامت على أنقاضها، فكانت مرحلةَ نُضْج حضاري وتصدُّع سياسي، واضطراب وصراع عاشها العربُ والمسلمون. فالخلافة في بغداد انحسَرت هيبتُها والسلطان الفعليُّ في أيدي الوزراء وقادة الجيش ومعظمهم من غير العرب! ثم ظهرت الدويلات والإمارات المتصارعة في بلاد الشام، وتعرَّضت الحدود لغزَوات الروم والصراع المستمرِّ على الثغور الإسلامية، ثم ظهرت الحرَكاتُ الدموية في العراق كحركة القرامطة وهجَماتهم على الكوفة. كان لكل وزير ولكل أمير في الكِيانات السياسية المتنافسة مجلسٌ يجمع فيه الشعراء والعلماء يتخذ منهم وسيلةَ دعاية وتفاخر، ووسيلةَ صلة بينه وبين الحكَّام والمجتمع، فمن انتظمَ في هذا المجلس أو ذاك من الشعراء أو العلماء يعني اتفقَ معهم على إكبار هذا الأمير الذي يدير هذا المجلس وذاك الوزير الذي يشرف على ذاك. والشاعر الذي يختلف مع الوزير في بغداد مثلًا يرتحل إلى غيره فإذا كان شاعرًا معروفًا استقبله المقصود الجديد، وأكبرَه لينافس به خصمَه أو ليفخرَ بصوته.
في هذا العالم المضطرب كانت نشأة أبي الطيِّب، الذي وعَى بذكائه الفِطري وطاقته المتفتِّحة حقيقةَ ما يجري حوله، فأخذ بأسباب الثقافة مستغلًّا شغَفَه في القراءة والحفظ، فكان له شأنٌ في مستقبل الأيام أثمر عن عبقرية في الشعر العربي. كان في هذه المرحلة يبحث عن شيء يُلِحُّ عليه في ذهنه، أعلنه في شعره تلميحًا وتصريحًا حتى أشفقَ عليه بعضُ أصدقائه وحذَّروه مَغَبَّة أمره، حذَّره أبو عبد الله معاذ بن إسماعيل في دهوك فلم يستمع له وإنما أجابه: (أبا عبد الإله معاذ إني) إلى أن انتهى به الأمر إلى السجن.
عاش أفضل أيام حياته وأكثرها عطاء في بَلاط سيف الدولة الحَمْداني في حلب.

## اسمه ومولده
أحمد بن الحسين بن الحسن بن عبد الصمد الجعفي الكندي الكوفي، وجده جعفي، هو ابن سعد العشيرة من مَذحِج، وكندة التي يُنسب إليها، محلة بالكوفة وليست كندة القبيلة. ولد المتنبي في الكوفة ونشأ فيها وإليها نُسِب.

## المتنبيوسيف الدولة الحمداني

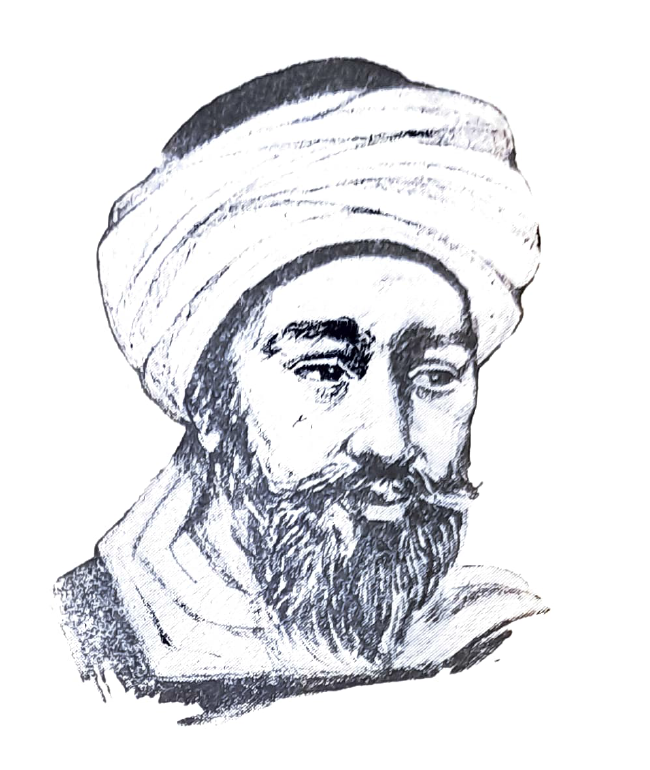

ظل باحثًا عن أرضه وفارسه غير مستقر عند أمير ولا في مدينة حتى حط رحاله في أنطاكية حيث أبو العشائر ابن عم سيف الدولة سنة 336 هـ، واتصل بسيف الدولة ابن حمدان، أمير وصاحب حلب، سنة 337 هـ وكانا في سن متقاربة، فوفد عليه المتنبي وعرض عليه أن يمدحه بشعره على ألا يقف بين يديه لينشد قصيدته كما كان يفعل الشعراء فأجاز له سيف الدولة أن يفعل هذا وأصبح المتنبي من شعراء بلاط سيف الدولة في حلب، وأجازه سيف الدولة على قصائده بالجوائز الكثيرة وقربه إليه فكان من أخلص خلصائه وكان بينهما مودة واحترام، وخاض معه المعارك ضد الروم، وتعد سيفياته أصفى شعره. غير أن المتنبي حافظ على عادته في إفراد الجزء الأكبر من قصيدته لنفسه وتقديمه إياها على ممدوحه، فكان أن حدثت بينه وبين سيف الدولة فجوة وسعها كارهوه وكانوا كثرًا في بلاط سيف الدولة.
ازداد أبو الطيب اندفاعًا وكبرياء واستطاع في حضرة سيف الدولة في حلب أن يلتقط أنفاسه، وظن أنه وصل إلى شاطئه الأخضر، وعاش مكرمًا مميزًا عن غيره من الشعراء في حلب. وهو لا يرى إلا أنه نال بعض حقه، ومن حوله يظنون أنه حصل على أكثر من حقه. وظل يحس بالظمأ إلى الحياة، إلى المجد الذي لا يستطيع هو نفسه أن يتصور حدوده، إلا أنه مطمئن إلى إمارة حلب العربية الذي يعيش في ظلها وإلى أمير عربي يشاركه طموحه وإحساسه. وسيف الدولة يحس بطموحه العظيم، وقد ألف هذا الطموح وهذا الكبرياء منذ أن طلب منه أن يلقي شعره قاعدًا وكان الشعراء يلقون أشعارهم واقفين بين يدي الأمير، واحتمل أيضًا هذا التمجيد لنفسه ووضعها أحيانًا بصف الممدوح إن لم يرفعها عليه. ولربما احتمل على مضض تصرفاته العفوية، إذ لم يكن يحسن مداراة مجالس الملوك والأمراء، فكانت طبيعته على سجيتها في كثير من الأحيان.
وفي المواقف القليلة التي كان المتنبي مضطرا لمراعاة الجو المحيط به، فقد كان يتطرق إلى مدح آباء سيف الدولة في عدد من القصائد، ومنها السالفة الذكر، لكن ذلك لم يكن إعجابا بالأيام الخوالي وإنما وسيلة للوصول إلى ممدوحه، إذ لا يمكن فصل الفروع عن جذع الشجرة وأصولها كقوله:

### خيبة الأمل وجرح الكبرياء

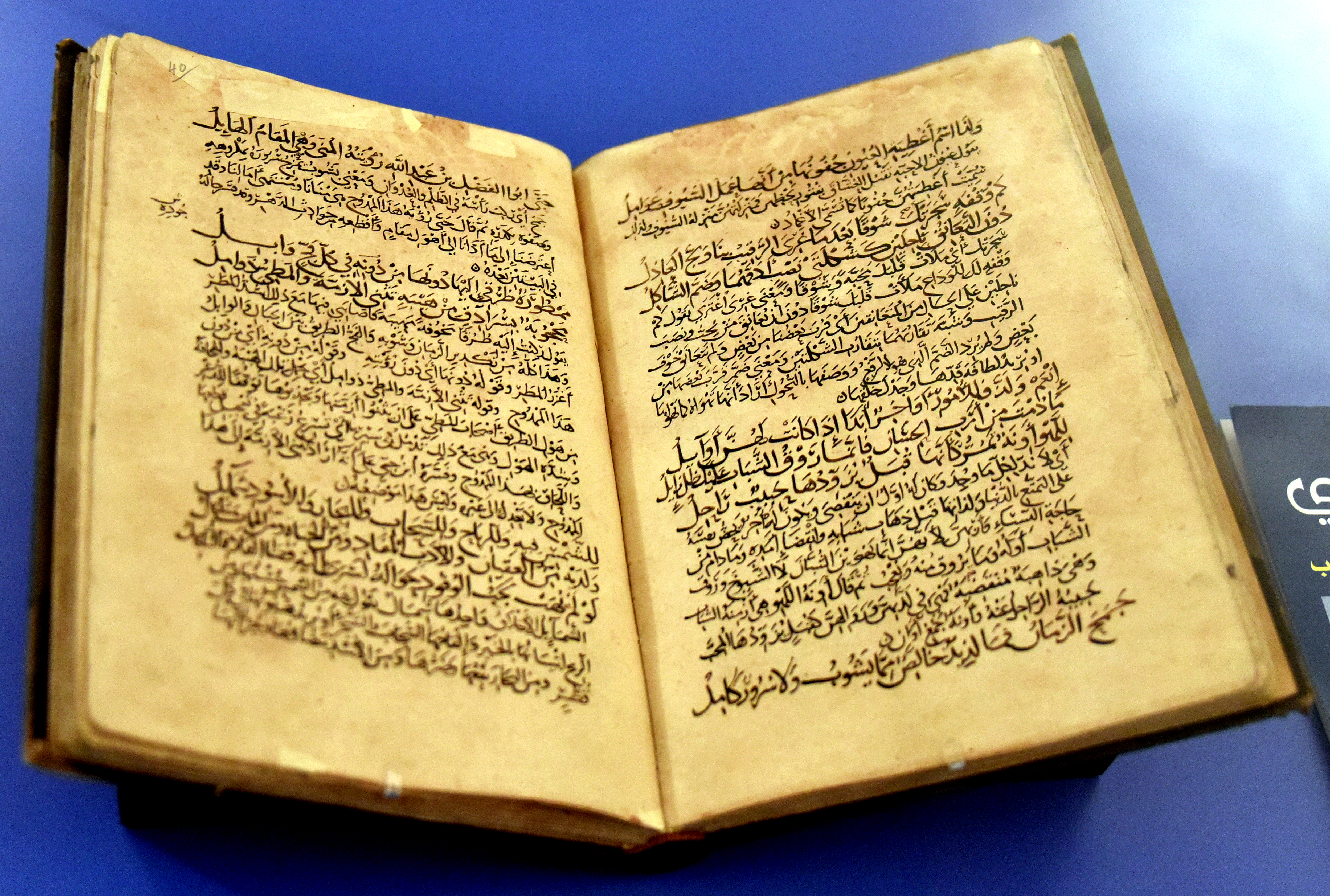
شَرح لديوان المُتَنبي، 1300 م. مُتحف بَرلين.

أحس بأن صديقه بدأ يتغير عليه، وكانت الهمسات تنقل إليه عن سيف الدولة بأنه غير راض عنه، وتنقل إلى سيف الدولة بأشياء لا ترضي الأمير. وبدأت المسافة تتسع بين الشاعر والأمير، ولربما كان هذا الاتساع مصطنعًا إلا أنه اتخذ صورة في ذهن كل منهما. وظهرت منه مواقف حادة مع حاشية الأمير، وأخذت الشكوى تصل إلى سيف الدولة منه حتى بدأ يشعر بأن فردوسه الذي لاح لهُ بريقه عند سيف الدولة لم يحقق السعادة التي نشدها. وأصابته خيبة الأمل لاعتداء ابن خالويه عليه بحضور سيف الدولة حيث رمى دواة الحبر على المتنبي في بلاط سيف الدولة، فلم ينتصف له سيف الدولة، ولم يثأر له الأمير، وأحس بجرح لكرامته، لم يستطع أن يحتمل، فعزم على مغادرته، ولم يستطع أن يجرح كبرياءه بتراجعه، وإنما أراد أن يمضي بعزمه. فكانت مواقف العتاب الصريح والفراق، وكان آخر ما أنشده إياه ميميته في سنة 345 هـ ومنها: (لا تطلبن كريمًا بعد رؤيته). بعد تسع سنوات ونصف في بلاط سيف الدولة جفاه الأمير وزادت جفوته له بفضل كارهي المتنبي ولأسباب غير معروفة قال البعض أنها تتعلق بحب المتنبي المزعوم لخولة شقيقة سيف الدولة التي رثاها المتنبي في قصيدة ذكر فيها حسن مبسمها، وكان هذا مما لا يليق عند رثاء بنات الملوك، وانكسرت العلاقة الوثيقة التي كانت تربط سيف الدولة بالمتنبي.
فارق أبو الطيب سيف الدولة وهو غير كاره له، وإنما كره الجو الذي ملأه حساده ومنافسوه من حاشية الأمير. فأوغروا قلب الأمير، فجعل الشاعر يحس بأن هوة بينه وبين صديقه يملؤها الحسد والكيد، وجعله يشعر بأنه لو أقام هنا فلربما تعرض للموت أو تعرضت كبرياؤه للضيم، فغادر حلب، وهو يكن لأميرها الحب، لذا كان قد عاتبه وبقي يذكره بالعتاب، ولم يقف منه موقف الساخط المعادي، وبقيت الصلة بينهما بالرسائل التي تبادلاها حين عاد أبو الطيب إلى الكوفة وبعد ترحاله في بلاد عديدة بقي سيف الدولة في خاطر ووجدان المتنبي.
ثم مدح كافورًا الإخشيدي وأبا شجاع، وأقام في مصر ردحًا من الزمن يرقب الفرصة من كافور فيصعد المجد على كاهله، فمما قال فيه:

وقال:
حتى أوجس كافور منه خيفة، لتعاليه في شعرهِ وطموحهِ إلى الملك، فزوى عنه وجهه، فهجاه وقصد بغداد، وكان خروجه من مصر في يوم عيد، وقال يومها قصيدته الشهيرة التي ضمنها ما بنفسه من مرارة على كافور وحاشيته، والتي كان مطلعها:
وفي القصيدة هجوم شرس على كافور وأهل مصر بما وجد منهم من إهانة لهُ وحط منزلته وطعن في شخصيته، ثم إنه بعد مغادرته لمصر قال قصيدةً يصف بها المنازل التي في طريقه وكيف أنه أقام بقطع القفار والأودية المهجورة التي لم يسلكها أحد، وفي مطلعها يصف ناقته:
وفيها يصف المنازل في طريقه:
وهي قصيدة يميل فيها المتنبي إلى حد ما إلى الغرابة في الألفاظ ولعله يرمي بها إلى مساواتها بطريقه.
وذكر في قصائده بعض المدن والمواضع الواقعة ضمن الحدود الإدارية لدُومة الجندل، والتي منها:
ولمّا وصل إلى بسيطة، رأى بعض غلمانه ثورًا فقال: هذه منارة الجامع ورأى آخر نعامة برية فقال: هذه نخلة، فضحك أبو الطيب وقال:
ومما قاله في مصر ولم ينشدها الأسود ولم يذكره فيها، وفيها يشكو معاناته من الزمن:
لم يكن سيف الدولة وكافور هما من اللذان مدحهما المتنبي فقط، فقد قصد أمراء بلاد الشام والعراق وفارس. وبعد عودته إلى الكوفة، زار بلاد فارس، فمر بأرجان، ومدح فيها ابن العميد، وكانت لهُ معه مساجلات، ومدح عضد الدولة ابن بويه الديلمي في شيراز وذلك بعد فراره من مصر إلى الكوفة ليلة عيد النحر سنة 350هـ.

## شعره وخصائصه الفنية
شعر المتنبي كان صورة صادقة لعصره، وحياته، فهو يحدث عما كان في عصره من ثورات واضطرابات، ويدل على ما كان به من مذاهب وآراء، ونضج العلم والفلسفة. كما يمثل شعره حياته المضطربة: فذكر فيه طموحه وعلمه، وعقله وشجاعته، وسخطه ورضاه، وحرصه على المال، كما تجلت القوة في معانيه وأخيلته، وألفاظه وعباراته. وقد تميز خياله بالقوة والخصابة فكانت ألفاظه جزلة، وعباراته رصينة تلائم قوة روحه، وقوة معانيه، وخصب أخيلته، وهو ينطلق في عباراته انطلاقًا ولا يعنى فيها كثيرًا بالمحسنات والصناعة. ويقول الشاعر العراقي فالح الحجية في كتابه في الأدب والفن أن المتنبي يعتبر وبحق شاعر العرب الأكبر عبر العصور.

## أغراضه الشعرية
المدح الإخشيدي، وقصائده في سيف الدولة تبلغ ثلث شعره أو أكثر، وقد استكبر عن مدح كثير من الولاة والقادة حتى في حداثته. ومن قصائده في مدح سيف الدولة:
وكان مطلع القصيدة:

### الوصف
أجاد المتنبي وصف المعارك والحروب البارزة التي دارت في عصره وخاصة في حضرة وبلاط سيف الدولة، فكانت أشعره تعتبر سجلًا تاريخيًا. كما أنه وصف الطبيعة وأخلاق الناس ونوازعهم النفسية، كما صور نفسه وطموحه. وقد قال يصف شِعب بوَّان، وهو منتزه بالقرب من شيراز:
وقال يعاتب سيف الدولة ويفخر بنفسه وشعره في قصيدة وا حر قلباه:

### الهجاء
لم يكثر الشاعر من الهجاء. وكان في هجائه يأتي بحكم يجعلها قواعد عامة، تخضع لمبدأ أو خلق، وكثيرًا ما يلجأ إلى التهكم، أو استعمال ألقاب تحمل في موسيقاها معناها، وتشيع حولها جو السخرية بمجرد اللفظ بها، كما أن السخط يدفعه إلى الهجاء اللاذع في بعض الأحيان. وقال يهجو طائفة من الشعراء الذين كانوا ينفون عليه مكانته:
ومن قوله في هجاء كافور:
بيد أن أبرز ما أتى به المتنبي على مستوى الهجاء كان القصيدة الشهيرة التي كتبها بعد فراره من مصر حيث استبقاه كافور الإخشيدي فيها قسرًا. وتعتبر قصيدة هجاء كافور من أكثر قصائد الهجاء قسوة. ومما جاء فيها:
كما ينسب له هذا البيت في وصف أكثر أهل الأرض في الذل.

### الحكمة
اشتهر المتنبي بالحكمة وذهب كثير من أقواله مجرى الأمثال لأنه يتصل بالنفس الإنسانية، ويردد نوازعها وآلامها. ومن حكمه ونظراته في الحياة:
كذلك يقول:
كذلك قوله:

## مقتله
كان المتنبي قد هجا ضبة بن يزيد الأسدي العيني بقصيدة شديدة الهجاء شنيعة الألفاظ وتحتوي على الكثير من الطعن في الشرف، مطلعها:

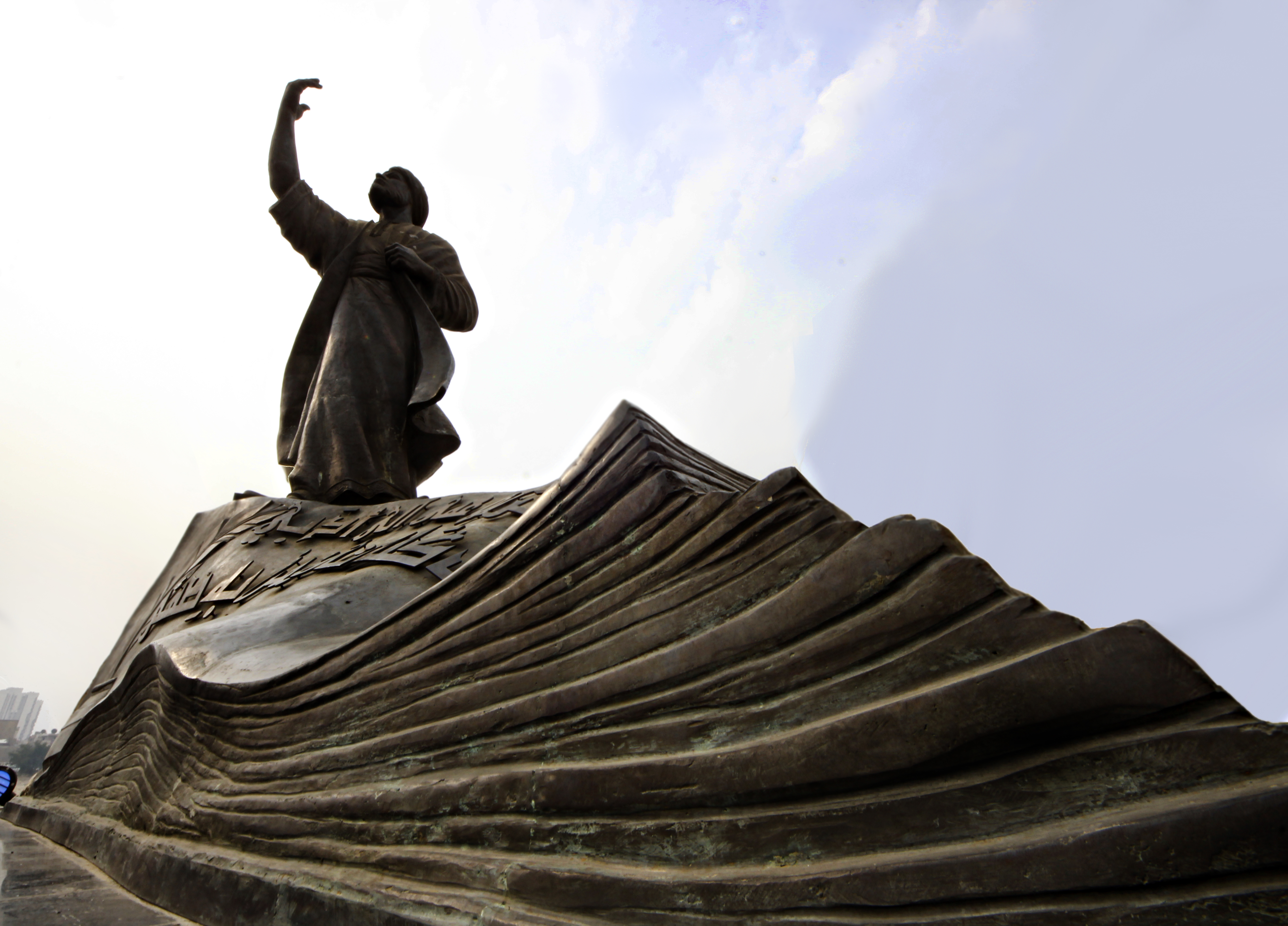
تِمثال المُتَنَبي مِن زاوية مُختلِفة.

فلما كان المتنبي عائدًا إلى الكوفة، وكان في جماعة منهم ابنه محمد وغلامه مفلح، لقيه فاتك بن أبي جهل الأسدي، وهو خال ضبّة بن يزيد الأسدي الذي هجاه المتنبي، وكان في جماعة أيضًا. فتقاتل الفريقان وقُتل المتنبي وابنه مُحمد وغلامه مفلح بالنعمانية بالقرب من دير العاقول جنوب غرب بغداد.
قصة قتله أنه لما ظفر به فاتك أراد الهرب فقال له غلامه: أتهرب وأنت القائل:
فرد عليه بقوله: قتلتني قتلك الله.

## شَرحابن جنيلديوان المُتَنبي
كان ابن جني مُعجبًا بالمتنبِّي، ووصف فصاحته وطلاقته أنَّها «نور من عند الله عز وجل استودعه قلبه»، ودافع عنه ضُدَّ نُقاده، ووصفهم بـ«الجُهَّال». ويُرجِع تهجُّم المعاصرين على المتنبي إلى الحسد. وما يمِيِّز شرح ابن جني عن بقيَّة الشروح هو أنَّه تمكَّن من اللقاء بالمتنبي والجلوس معه واستفساره عن أبياته، ما يجعل تفسيره أدقُّ من هذه الناحية عن بقيَّة الشروح. وابن جني هو أول من فطن إلى أنَّ المتنبي كان يهجو كافور الإخشيدي في قصائد ظاهرها المديح وباطنها الهجاء، في ازدواجيَّة علم ابن جني أنَّها مقصودة، وأنَّها من باب الدهاء والحذاقة، في حين ذمَّه نُقَّاد آخرون لردائة مديحه.
التقى ابن جني بالمتنبي بحلب عند سيف الدولة الحمداني كما التقاه في شيراز، عند عضد الدولة وكان المتنبي يحترمه ويقول فيه: «هذا رجل لا يعرف قدره كثير من الناس، وكان إذا سئل عن شيء من دقائق النحو والتصريف في شعره يقول: سلوا صاحبنا أبا الفتح». ويعد ابن جني أول من قام بشرح أشعار ديوان المتنبي وقد شرحه شرحين الشرح الكبير والشرح الصغير، ولم يصل إلينا في العصر الحديث سوى الشرح الصغير. كان ابن جني يثني دوما على المتنبي ويعبر عنه بشاعرنا فيقول: «وحدثني المتنبي شاعرنا، وما عرفته إلا صادقا». وكان كثير الاستشهاد بشعره وإذا سُئل المتنبي عن تفسير بعض أبياته كان يقول: «اسألوا ابن جني فإنه أعلم بشعري مني».

## كتب ودراسات عنه:
- أبو الطيب المتنبِّي في مصر والعراق، مصطفى الشكعة

## وصلات خارجية
- أبو الطيب المتنبي على موقع الموسوعة البريطانية (الإنجليزية)
- أبو الطيب المتنبي على موقع ميوزك برينز (الإنجليزية)
- أبو الطيب المتنبي على موقع بوابة الشعراء
- أبو الطيب المتنبي على موقع موسوعة الديوان الشعرية
- أبو الطيب المتنبي على موقع المكتبة المفتوحة (الإنجليزية)
- أبو الطيب المتنبي على موقع المكتبة المفتوحة (الإنجليزية)
- أبو الطيب المتنبي على موقع المكتبة المفتوحة (الإنجليزية)